# Françoise Robin

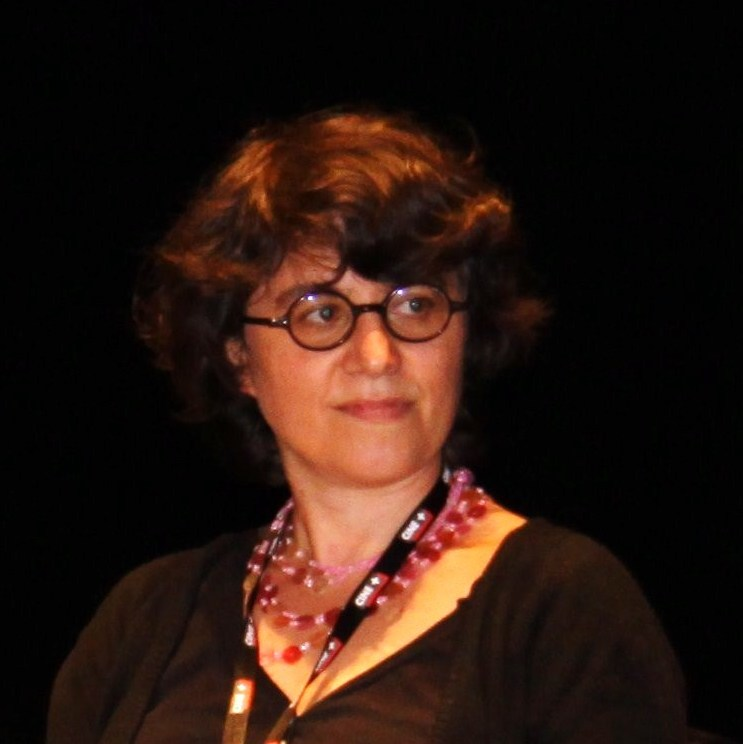
Françoise Robin, 2012

Françoise Robin (* 1968) ist eine französische Professorin für Tibetologie am Institut national des langues et civilisations orientales (INALCO) in Paris.  Sie hat sich auf die Sprache, das Kino und die Literatur Tibets spezialisiert. Robin ist derzeit (Stand 9/2024) Generalsekretärin der International association for tibetan studies.

## Leben
Robin hat mehr als zwanzig Reisen in die Himalaya-Region und nach Tibet unternommen, darunter 1993 einen dreimonatigen Aufenthalt in Nepal und 1994 einen zehnmonatigen Aufenthalt in Tibet. 1999 erhielt sie ihr Diplom von INALCO. Ihre 2003 eingereichte Doktorarbeit trug den Titel: La littérature de fiction d'expression tibétaine au Tibet depuis 1950 : enjeux identitaires (Tibetischsprachige fiktionale Literatur in Tibet seit 1950: Herausforderungen für die Identität).
Anschließend wurde Robin Professorin am INALCO. Von 2009 bis 2015 war sie Direktorin des Centre d'études tibétaines am Collège de France. Seit 2011 leitet sie die tibetische Abteilung des INALCO und war von 2013 bis 2014 Direktorin der Abteilung für Südostasien, Oberasien und den Pazifik.
Robin wurde 2002 Mitglied der Société asiatique und war von 2007 bis 2010 und dann wieder ab 2017 Mitglied der Association for Asian Studies. Sie war 2012 Mitbegründerin der Société française d'études du monde tibétain (SFEMT) und ist seit 2016 Mitglied des Vorstands in verschiedenen Positionen. 2016 wurde sie in den Verwaltungsrat der International Association for Tibetan Studies gewählt und ist seit 2019 Generalsekretärin der Vereinigung. Sie ist assoziiertes Mitglied des Centre de recherche sur les civilisations de l'Asie (CRCAO) am Centre national de la recherche scientifique (CNRS).
Sie ist Mitglied des Redaktionsausschusses der Zeitschrift Himalaya: The Journal of the Association for Nepal and Himalayan Studies.
Im Jahr 2012 gehörte sie zu den 80 „sehr bedeutenden Tibetspezialisten“, die den künftigen chinesischen Präsidenten Xi Jinping aufforderten, einzugreifen, um die tibetische Sprache vor dem Aussterben zu bewahren. Im Jahr 2016 erklärte sie gegenüber The Guardian, dass die Vorwürfe der schlechten Behandlung des Filmemachers Pema Tseden die Art und Weise widerspiegeln, wie Tibeter von den chinesischen Behörden behandelt werden, und darauf hindeuten, dass China kein Rechtsstaat sei.

## Veröffentlichungen (Auswahl)
- ‘Oracles and Demons’ in Tibetan Literature Today: Representations of Religion in Tibetan-Medium Fiction in Modern Tibetan Literature and Social Change, L. Hartley et P. Schiaffini (Herausgeber), Durham, Duke University Press, 2008, S. 148–170.
- Réduplication dans les langues tibéto-birmanes : l'exemple du birman et du tibétain, mit A. Vittrant (Lacito-CNRS, Universität Aix), Faits de langue 2007 (29), S. 77–98.
- Les Jeux de la sapience et de la censure. Genèse des Contes facétieux du cadavre au Tibet, in Journal Asiatique, Sonderausgabe Proverbes, contes et littérature sapientiale en Orient, 2006, Band 294(1),  S. 181–196. doi:10.2143/JA.294.1.2017897
- Stories and History: The Emergence of Historical Fiction in Contemporary Tibet, in S. Venturino (Herausgeber), Proceedings of the 10th Seminar of the IATS, 2003. Contemporary Tibetan Literary Studies. Leiden, 2006, Brill, S. 23–41.
- Note préliminaire concernant les imprimeries non monastiques au Tibet traditionnel, in La Conception et la circulation des textes tibétains. Cahiers d'Extrême Asie 2005 (15), S. 1–26.
- L'avènement du vers libre au Tibet : une forme littéraire de l'intime au service d'un projet collectif, in Bacqué-Grammond, Jean-Louis, Angel Pino et Samaha Khoury (Herausgeber), D'un Orient l'autre. Actes des troisièmes journées de l'Orient. Paris, Louvain : Peeters, Cahiers de la Société Asiatique, nouvelle série, IV, 2005, S. 573–601.
- Tagore au Tibet, in Revue d'Études Tibétaines, Nr. 7 (April 2005), S. 22–40.
- Gesar, in Jones, Lindsay (Herausgeber), Encyclopedia of Religions, Second Edition, Band 5. Detroit, 2005: MacMillan Reference, S. 3463–3465.
- ’Khor ba’i Snying bo, The Essence of Samsara. New York, 2004, Latse Magazine, S. 16–25.
- The Unreal World of Tibetan Free Verse Poetry : A Preliminary Study on Topics and Themes in Contemporary Tibetan Free Verse Poetry, in Blezer, Henk (Herausgeber), Religion and Secular Culture in Tibet, Tibetan Studies vol. II. Proceedings of the Ninth Seminar of the IATS, 2000. Leiden, 2002, Brill, S. 451–470.
- Death in Contemporary Tibetan Poetry, Lungta Magazine, Sonderausgabe Contemporary Tibetan Literature, Sommer 1999. Dharamsala (Indien), Amnye Machen Institute, S. 49–56.